# Cranleigh
Cranleigh är en ort och civil parish i Storbritannien.   Den ligger i grevskapet Surrey och riksdelen England, i den södra delen av landet, 50 km sydväst om huvudstaden London. Cranleigh ligger 60 meter över havet och antalet invånare är 9 247.
Terrängen runt Cranleigh är platt. Runt Cranleigh är det ganska tätbefolkat, med 239 invånare per kvadratkilometer. Närmaste större samhälle är Guildford, 12,1 km nordväst om Cranleigh. Trakten runt Cranleigh består i huvudsak av gräsmarker.